# Oskar Erikson
För andra personer med detta namn, se Oskar Eriksson.

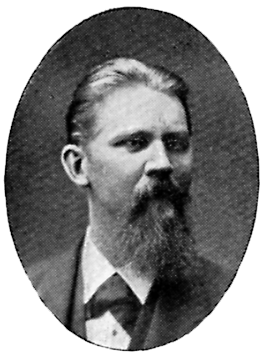
Oskar Erikson

Johan Oscar Erikson, född 23 december 1845 i Kopparbergs län, i Grytnäs socken i Avesta,  död 21 februari 1887 i Stockholm, var en svensk arkitekt.

## Biografi
Mellan 1864 och 1873 läste Erikson vid Kungliga Akademien för de fria konsterna. Från 1873 var han arkitekt vid Överintendentsämbetet. I dess tjänst ritade han förutom flera ny och ombyggnader av kyrkor, så som Muskö kyrka 1877 och Mellby kyrka i Västergötland 1879, även institutioner som Tomtebodaskolan i Solna 1886-1888. Han ritade Thamstorps huvudbyggnad.  I likhet med samtida kollegor drev han parallellt privat praktik och kom härigenom att rita cirka 45 bostadshus i centrala Stockholm. Erikson agerade även byggherre. Exempelvis ägde han tillsammans med byggmästarfirman
Johansson & Hammarlund hela kvarteret Ädelman Större där samtliga hus ny- eller ombygges av arkitekten.

## Stockholmsverk i urval
- Grev Turegatan 18, 1877
- Hamngatan 11, 1876-78
- Hamngatan 15, 1881
- Hantverkargatan 28-30, 1884
- Karlavägen 51, 1879
- Karlavägen 57, 1880
- Karlavägen 63, 1877
- Kungsgatan 62, 1883-84
- Norrmalmstorg 2, 1884-1886.
- Nybrokajen 17, 1879-81
- Nybrokajen 19, 1879-81
- Slöjdgatan 7, 1874

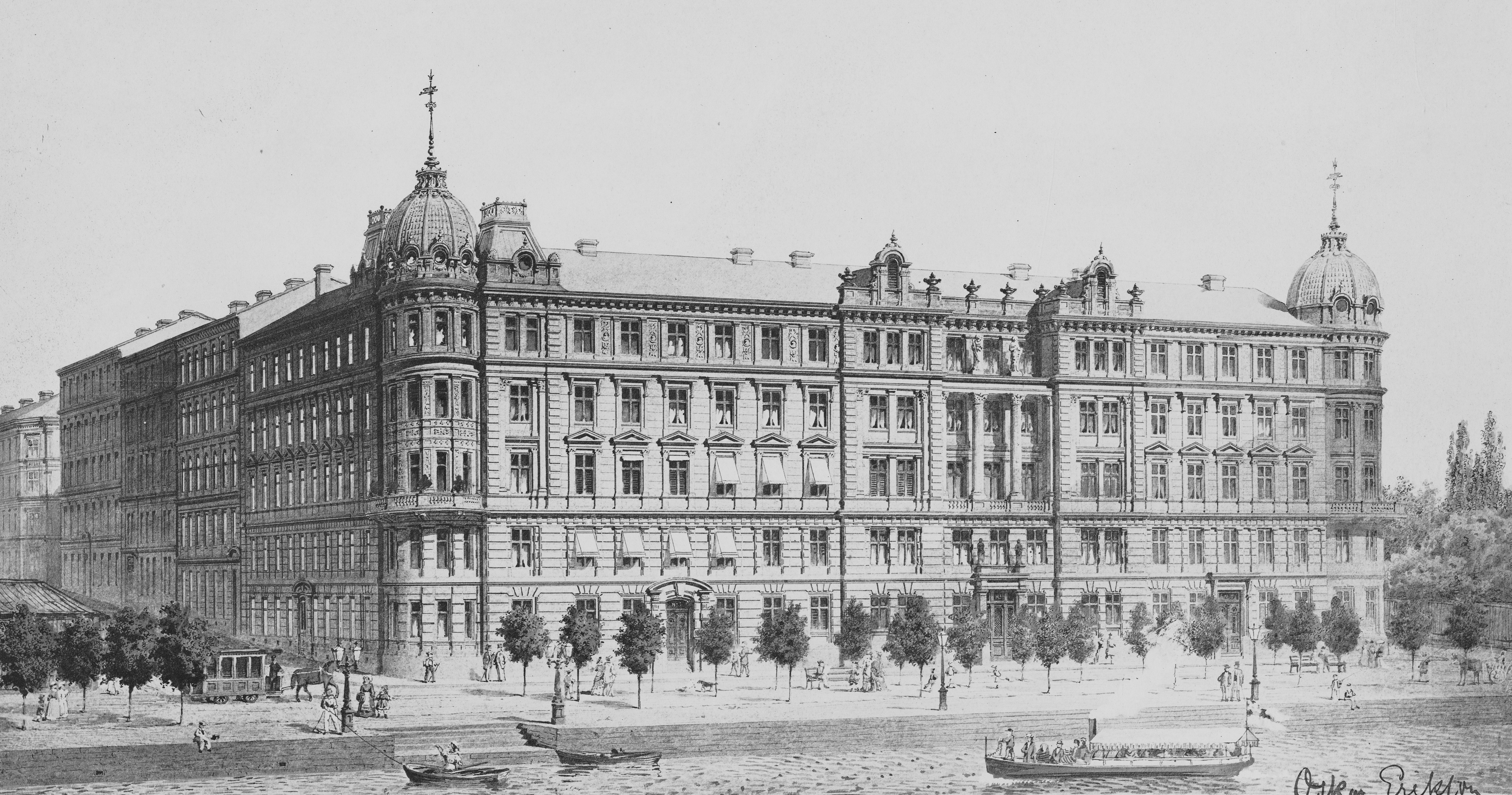
Eriksons illustration, Strandvägen 23–27.

- Strandvägen 23, 1882 (byggnad riven)
- Strandvägen 25, 1882
- Strandvägen 27, 1882
- Styrmansgatan 4, 1882-1883
- Styrmansgatan 8, 1882-1883
- Mäster Samuelsgatan, 1883
- Södra Agnegatan 26, 1884
- Tegnérgatan 26-30, 1882-85

## Bilder

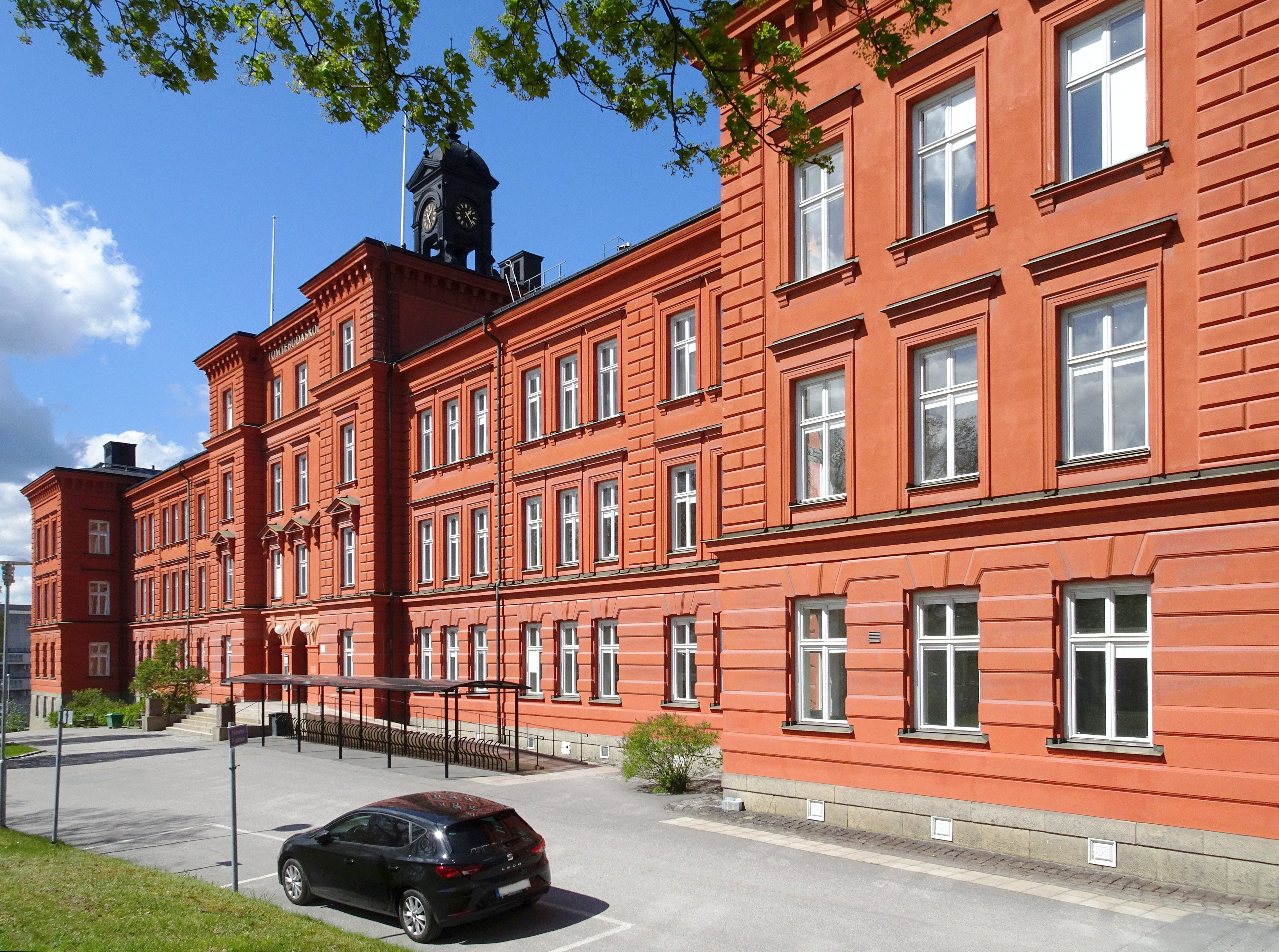
Tomtebodaskolan
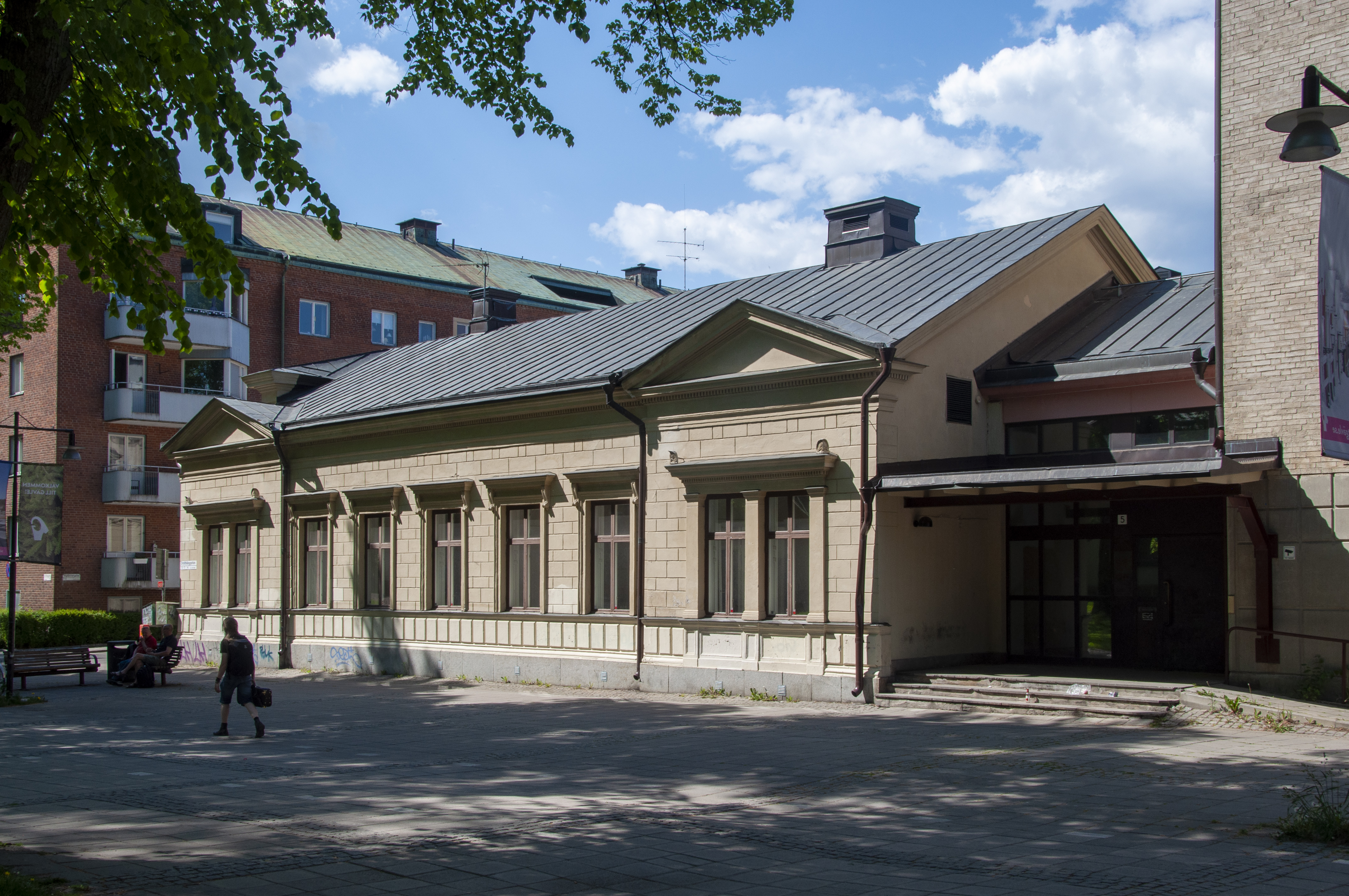
Komministergården, Gävle
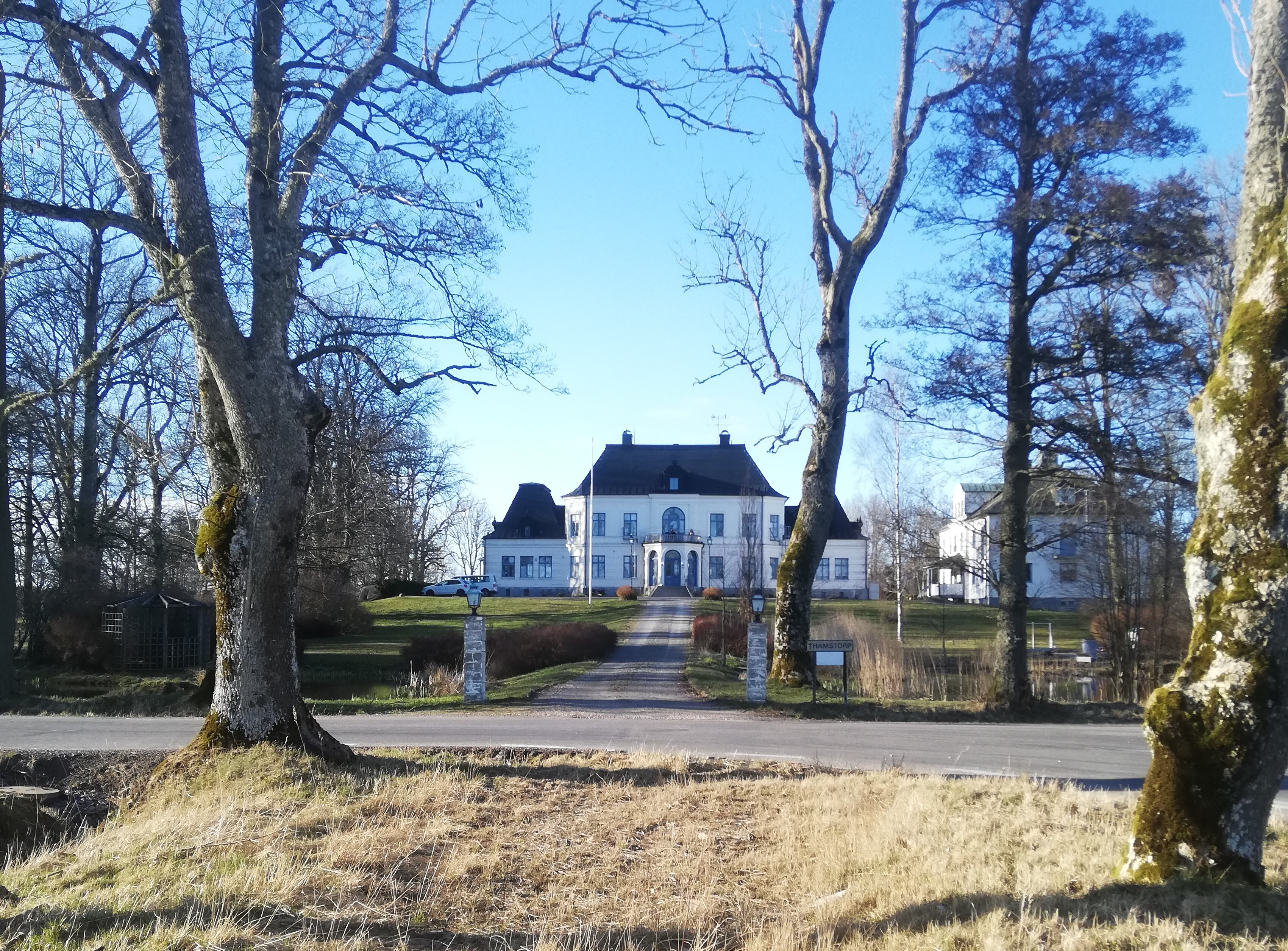
Thamstorps herrgård
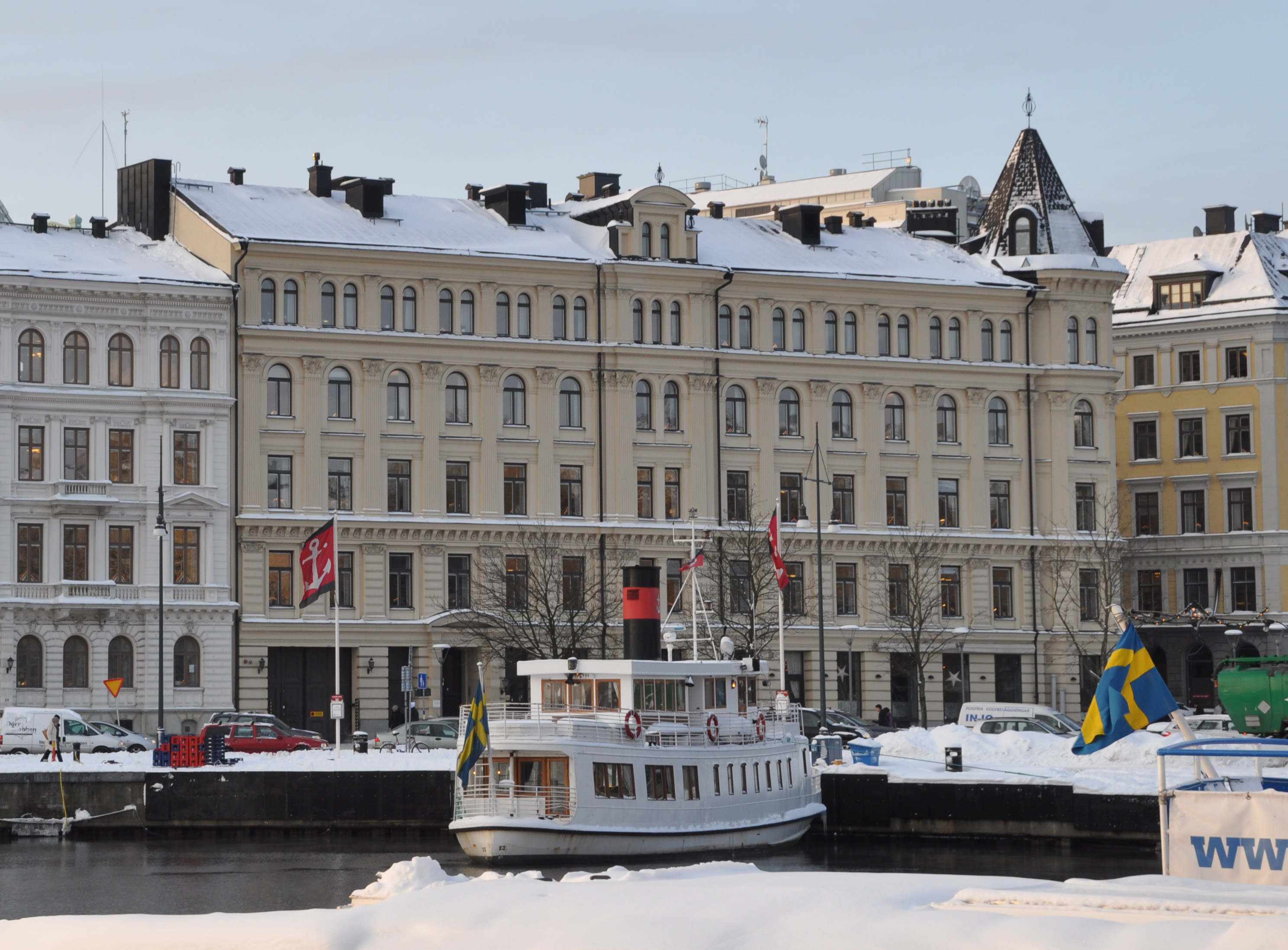
Nybrokajen 17-19, Stockholm